# Formiguer de l'illa de Bananal
El formiguer de l'illa de Bananal (Cercomacra ferdinandi) és una espècie d'ocell de la família dels tamnofílids (Thamnophilidae).

## Hàbitat i distribució
Viu entre la malesa del bosc del centre del Brasil.